# Ettore Borgia
Ettore Borgia (Velletri, 1802 – Gioiosa Marea, 11 juli 1892) was een Italiaanse politicus en patriot.

## Biografie
Ettore Borgia, zoon van Camillo Borgia en Adelaide Quainson (of Quenson), behoorde tot de adellijke familie Borgia van Velletri. In 1812, toen hij tien jaar oud was, moest op bevel van de Franse autoriteiten verhuizen naar de militaire college van  La Flèche in Frankrijk, ondanks de pogingen van de familie om hem vrij te stellen van deze plicht. Toen hij bijna dertig jaar oud was kon hij uiteindelijk terugkeren naar zijn geboortestad waar hij samen met zijn moeder de leiding van de familie nam. Ettore is nooit in het huwelijk getreden en heeft geen kinderen gehad, waardoor hij de laatste mannelijke directe afstammeling van de familie werd.
Ondanks het revolutionaire verleden van zijn vader en diens ballingschap kon Ettore tussen 1840 en 1849 meermaals de functie van Gonfaloniere di Velletri bekleden. In 1847 kreeg hij bovendien het bevel over het stadswachtbataljon met de rang van luitenant-kolonel. Maar in 1849 stond hij aan de kant van de  Romeinse Republiek en werd zelfs op het hoofd geplaatst van de Marittima Provincie ten zuiden van  Rome.
In 1867, na de inval in Velletri van Giovanni Nicotera en zijn vrijwilligersleger, werd Ettore benoemd tot lid van het gemeentelijk bestuur vanwege zijn rol in de opstand van 1849. Na de nederlaag van  Garibaldi in Mentana moest hij echter de stad ontvluchten en Nicotera volgen tijdens zijn terugtocht.
In 1870 werd Ettore, na de uiteindelijke annexatie van de Pauselijke Staat aan Italië, beloond voor zijn patriottische acties door de jaren heen en werd daarom benoemd tot voorzitter van de Voorlopig Provincieraad van Rome. Na de ontbinding van deze raad enkele maanden later en door de hoge leeftijd verliet hij de actieve politiek en werd onder ander voorzitter van de kleuterschool van Velletri, die hij hielp financieren door middel van diverse initiatieven.
Ettore Borgia overleed in 1892 in San Giorgio di Gioiosa Marea bij de woning van zijn neef.

## Verwijzingen
1. ↑   Vincenzo Ciccotti, Camillo Borgia (1773-1817). Soldato ed archeologo (Quaderni della Biblioteca comunale - 8), Velletri, Città di Velletri, 1999
2. ↑  Luca Maggiore, L'ordine pubblico nello Stato pontificio. Velletri dal 1814 al 1870, Tivoli, Tored edizioni, 2016
3. ↑   Luca Maggiore, Velletri nel Regno d'Italia (1870-1876), Tivoli, Tored edizioni, 2019
4. ↑   I diari del giovane Antonino Cumbo conte Borgia. Gearchiveerd op 11 april 2020.